# Acrolophus coloradellus
Acrolophus coloradellus är en fjärilsart som beskrevs av Walsingham 1907. Acrolophus coloradellus ingår i släktet Acrolophus och familjen Acrolophidae. Inga underarter finns listade i Catalogue of Life.